# Ectatommini
Ectatommini – plemię mrówek z podrodziny Ectatomminae. 
Mrówki te mają głowę wyposażoną w oczy, szeroko osadzony między płatami czołowymi nadustek oraz 12-członowe u samic i 13-członowe u samców czułki. Głaszczki samców mają nie mniej niż 3 człony, natomiast u samic przynajmniej jeden jest dwuczłonowy. Przedplecze i śródplecze tych mrówek są niezdolne do ruchu względem siebie i zlane na szwie promezonotalnym. Panewki bioder tylnej pary odnóży są u nich otwarte.
Takson ten wprowadzony został w 1895 roku przez Carlo Emery'ego i klasyfikowany był w Ponerinae. Do podrodziny Ectatomminae przeniesiony został w 2003 roku przez Barryego Boltona. Obejmuje 6 opisanych rodzajów:
- †Canapone Dlussky, 1999
- Ectatomma Smith, 1858
- †Electroponera Wheeler, 1915
- Gnamptogenys Roger, 1863
- †Pseudectatomma Dlussky & Wedmann, 2012
- Rhytidoponera Mayr, 1862